# Aşağı Daşarx
Aşağı Daşarx är en ort i Azerbajdzjan.   Den ligger i distriktet Nachitjevan, i den sydvästra delen av landet, 400 kilometer väster om huvudstaden Baku. Aşağı Daşarx ligger 822 meter över havet och antalet invånare är 371.
Terrängen runt Aşağı Daşarx är platt västerut, men österut är den kuperad. Närmaste större samhälle är Qarabağlar, 17,6 kilometer sydost om Aşağı Daşarx.
Trakten runt Aşağı Daşarx består till största delen av jordbruksmark. Runt Aşağı Daşarx är det ganska tätbefolkat, med 90 invånare per kvadratkilometer.